# Centurie
Centurie (latin centuria, af centum "hundrede") har to betydninger: 
Dels er det den mindste romerske militærenhed. Under republikken var den på 100 mand. 60 centurier udgjorde en legion. Hver centurie blev styret af en centurion, den centrale officer i den romerske hær. I Kejsertidens legioner faldt antallet af legionærer i en centurie til 80 mand. De var opdelt i kontubernier – ottemands teltgrupper.
Dels er det de valgkredse, alle romerske borgere under republikken var inddelt i. Der var 193 centurier, hvis medlemmerne var inddelt efter økonomi. Inddelingen havde blandt andet betydning ved valg af de højeste embedsmænd. Hver centurie havde én stemme. Der var flere centurier med velhavere end med fattige.
| Historie | Spire Denne historieartikel er en spire som bør udbygges. Du er velkommen til at hjælpe Wikipedia ved at udvide den. |